# نيلسون بيريرا سيرجينهو سانتوس
نيلسون بيريرا سيرجينهو سانتوس (بالبرتغالية: Nelson Pereira dos Santos ‏) (و. 1928 – 2018 م) هو مخرج أفلام، وكاتب سيناريو، ومونتير، وممثل برازيلي، ولد في ساو باولو، توفي في ريو دي جانيرو، عن عمر يناهز 90 عاماً، بسبب سرطان الكبد.

## التعليم
تعلم في المعهد العالي للدراسات السينمائية، وجامعة ساو باولو.

## جوائز
حصل على جوائز منها:
- وسام الاستحقاق الثقافي [الإنجليزية]‏ (2003).

## وصلات خارجية
- نيلسون بيريرا سيرجينهو سانتوس على موقع IMDb (الإنجليزية)
- نيلسون بيريرا سيرجينهو سانتوس على موقع ألو سيني (الفرنسية)
- نيلسون بيريرا سيرجينهو سانتوس على موقع أول موفي (الإنجليزية)
- نيلسون بيريرا سيرجينهو سانتوس على موقع قاعدة بيانات الأفلام السويدية (السويدية)
- نيلسون بيريرا سيرجينهو سانتوس على موقع قاعدة بيانات الفيلم (الإنجليزية)
- نيلسون بيريرا سيرجينهو سانتوس على موقع كينوبويسك (الروسية)